# Glyceria drummondii
Glyceria drummondii är en gräsart som först beskrevs av Ernst Gottlieb von Steudel, och fick sitt nu gällande namn av Charles Edward Hubbard. Glyceria drummondii ingår i släktet glycerior, och familjen gräs. Inga underarter finns listade i Catalogue of Life.